# هاوکینگ (فیلم ۲۰۰۴)
هاوکینگ (انگلیسی: Hawking) فیلمی تلویزیونی محصول بریتانیا و شبکه بی‌بی‌سی ۲ می‌باشد.

## موضوع فیلم
این فیلم درباره استیون هاوکینگ به عنوان دانشجو در دانشگاه کمبریج است.